# Рётен, Текла
Те́кла Симо́на Джельсоми́на Рётен (нидерл. Thekla Simona Gelsomina Reuten; род. 16 сентября 1975, Бюссюм, Нидерланды) — голландская актриса и продюсер.

## Биография
Рётен родилась в Бюссюме, городке в 22 км от Амстердама, в семье итальянки и голландца. Актриса свободно владеет английским и итальянским языком, разговаривает также на немецком и французском. Актерскому мастерству Рётен училась в Амстердамской Высшей школе Искусств. В последний год учебы она играла главные роли в голландских кино- и театральных постановках.
В начале 2000-х Рётен можно было увидеть в роли певицы Дебби в фильме «Все знамениты!», ставшим второй картиной в карьере актрисы, номинированной на "Оскар" в категории Лучший фильм на иностранном языке, и в роли юной Лотте в фильме «Двойняшки».
В 2004 году Текла Рётен получила премию Shooting Stars на Берлинском кинофестивале за роль Лотты в фильме "Сестры-близнецы", который был номинирован на премию "Оскар" как Лучший фильм на иностранном языке.
В 2006 году Текла играла на одной сцене с Гаэлем Гарсия Берналем в британской постановке «Кровавой свадьбы» (режиссёра-постановщика Руфуса Норриса) в театре Almeida Theatre. Впоследствии Рётен также сыграет в постановке Йохана Саймонса «Падение богов» на Зальцбургском фестивале и Рурской триеннале.
В 2007 году Рётен сыграла возлюбленную Дункана Маклауда Анну в приключенческом фэнтези «Горец: Источник», а в 2008 исполнила роль беременной хозяйки отеля Мари в черной трагикомедии «Залечь на дно в Брюгге» с Колином Фарреллом, Бренданом Глисоном и Рэйфом Файнсом. В феврале того же года актриса засветилась в культовом телесериале «Остаться в живых» в роли Эльзы, подружки Саида (эпизод «Экономист»).
В 2009 году Рётен сыграла Елену в исторической драме «По этапу» совместного производства России и Великобритании. Главные роли в фильме исполнили Томас Кречман, Вера Фармига и Даниэль Брюль. Съемки картины проходили в 2006 году в Санкт-Петербурге в течение двух месяцев.
В 2010 году Рётен сыграла киллера Матильду в драматическом фильме «Американец» с Джорджем Клуни. 27 октября 2011 года в Германии вышел фильм «Отель Люкс», в котором Текла Рётен сыграла голландскую участницу подполья Фриду ван Ортен.
В 2018 году актрису можно было увидеть в шпионском триллере «Красный воробей» с Дженнифер Лоуренс.
Среди телевизионных проектов Рётен можно отметить сериалы «Сокрытое» (2011), «Неспокойная» (2012) и «Узнай врага» (2005-2006). Также, 2 июля 2020 года на Netflix состоялась премьера сериала «Монахиня-воин», в котором Текла исполнила одну из главных ролей. Известно, что сериал продлён на второй сезон.
В конце сентября 2020 года вышла мировая премьера мистического триллера «Марионетка» с Рёкен в главной роли. Лента повествует о детском психотерапевте Мэриан, которая, встретив 10-летнего мальчика Мэнни, начинает сомневаться сначала в своей компетентности, а затем и в своей реальности.

## Избранная Фильмография
| Год       |   | Русское название            | Оригинальное название  | Роль             |
| --------- | - | --------------------------- | ---------------------- | ---------------- |
| 2000      | ф | Все знамениты!              | Iedereen beroemd!      | Дебби            |
| 2002      | ф | Сёстры-близнецы / Двойняшки | De Tweeling            | Лотта            |
| 2005—2006 | с | Узнай врага                 | Sleeper Cell           | Мина             |
| 2007      | ф | Горец: Источник             | Highlander: The Source | Анна             |
| 2008      | ф | Залечь на дно в Брюгге      | In Bruges              | Мари             |
| 2008      | с | Остаться в живых            | Lost                   | Эльза            |
| 2009      | ф | По этапу                    | In Transit             | Елена            |
| 2010      | ф | Американец                  | The American           | Матильда         |
| 2011      | ф | Отель «Люкс»                | Hotel Lux              | Фрида фон Оортен |
| 2011      | с | Сокрытое                    | Hidden                 | Джина            |
| 2012      | с | Неспокойная                 | Restless               | Сильвия          |
| 2018      | ф | Красный воробей             | Red Sparrow            | Марта Еленова    |
| 2020      | с | Монахиня-воин               | Warrior Nun            | Джиллиан Салвиус |
| 2020      | ф | Марионетка                  | Marionette             | Мэриан Уинтер    |